# Rüblesgrund
Rüblesgrund ist eine Wüstung auf dem Gemeindegebiet des Marktes Nordhalben im Landkreis Kronach (Oberfranken, Bayern).

## Geographie
Die Einöde lag auf einer Höhe von 643 m ü. NHN am Lerchenhügel. Ein Anliegerweg führt zur Staatsstraße 2207/L 1095 (0,3 km östlich), die in Richtung Süden nach Nordhalben bzw. in Richtung Nordosten nach Rodacherbrunn verläuft.

## Geschichte
Rüblesgrund gehörte zur Realgemeinde Nordhalben. Gegen Ende des 18. Jahrhunderts bestand der Ort aus einem Anwesen. Das Hochgericht übte das bambergische Centamt Nordhalben aus. Der Ganzhof war freieigen und unterstand keinem Grundherrn.
Mit dem Gemeindeedikt wurde Rüblesgrund dem 1808 gebildeten Steuerdistrikt Nordhalben und der 1818 gebildeten Munizipalgemeinde Nordhalben zugewiesen. Das Hauptgebäude wurde spätestens 1998 abgebrochen.

### Einwohnerentwicklung
| Jahr      | 001818 | 001861 | 001871 | 001885 | 001900 | 001925 | 001950 | 001961 | 001970 | 001987 |
| Einwohner | *      | 9      | 12     | 16     | 9      | 13     | 12     | 8      | 2      | 2      |
| Häuser    | *      |        |        | 2      | 2      | 2      | 2      | 2      |        | 1      |
| Quelle    | [ 3 ]  | [ 6 ]  | [ 7 ]  | [ 8 ]  | [ 9 ]  | [ 10 ] | [ 11 ] | [ 12 ] | [ 13 ] | [ 14 ] |

## Religion
Der Ort war ursprünglich rein katholisch und nach St. Bartholomäus (Nordhalben) gepfarrt.